# Cầu cạn xoắn ốc Brusio
Cầu cạn xoắn ốc Brusio là một cầu cạn đường sắt khánh thành ngày 1 tháng 7 năm 1908, có 9 cổng vòm ở trên có một tuyến đường ray khổ 1 m. Công trình này là một cấu trúc chính của tuyến đường sắt Bernina được UNESCO đưa vào danh mục di sản thế giới, tọa lạc gần Brusio, trong bang Graubünden, Thụy Sĩ, và được xây dựng để hạn chế độ dốc của đường sắt tại địa điểm đó.